# Чемпионат Италии по регби
Чемпионат Италии по регби, известный также как Топ 10 (итал. Top 10) — высший дивизион чемпионата Италии по регби с сезона 2010/11. Первый чемпионат Италии, объединивший 6 из 16 существовавших на тот момент клубов, состоялся в 1929 году. До сезона 1959/60 турнир носил название Серия А (итал. Serie A), затем (1960—1965) чемпионат стал проводиться под именем Эччелленца (итал. Eccellenza). С 1965 по 1986 годы высшая лига вновь была известна как Серия А. Сезон 1986/87 лучшие итальянские команды начали в турнире Серия А1, а более слабые клубы соревновались в Серии А2. В сезоне 1987/88 регулярный чемпионат был дополнен серией плей-офф, и победитель сезона определялся в финальном матче. В сезоне 2001/02 произошла реструктуризация чемпионата, получившего теперь название Супер 10. В то же время серии А1 и А2 получили статус соответственно второго и третьего дивизионов. Переход к последующему названию Кампьонато ди Эччелленца (итал. Campionato di Eccellenza) и структуре состоялся в 2010 году, после того, как две итальянские команды («Айрони» и «Бенеттон») присоединились к британской лиге Про12. До сезона 2008/09 чемпионат проводился под руководством организации Lega Italiana Rugby d’Eccellenza, затем проведение турнира перешло в ведение Итальянской федерации регби.
Турнир проходит с сентября по май следующего года по двухкруговой системе. Затем четыре лучших клуба играют в матчах плей-офф, худшая же команда сезона покидает высший дивизион. Интересно, что в отличие от большинства других регбийных чемпионатов, полуфинал чемпионата Италии включает два матча, а победитель игр 1/2 финала определяется по суммарному счёту.
Наиболее титулованной командой турнира является «Аматори Милано» («Милан») — коллектив становился лучшим 18 раз (первая победа имела место в первом розыгрыше в 1929 году, последняя — в 1996 году). Затем следуют покинувший чемпионат «Бенеттон» (15 титулов), «Ровиго» и «Петрарка» (по 11 титулов). Остальные клубы располагают не более, чем пятью победами в чемпионате. Чемпионы в следующем сезоне получают право носить на регбийках особый знак — Скудетто. Команды, выигравшие по меньшей мере 10 скудетто, могут нашить на регбийки золотую звезду.
Лучшие команды чемпионата получают право побороться за победу в Европейском кубку вызова. «Бенеттон» и «Цебре» (заменившие в Про12 «Айрони») играют в самом престижном европейском соревновании — кубке Хейнекен. Концепция развития итальянского регби предполагает, что именно эти два клуба должны комплектоваться лучшими игроками страны.

## Участники
Переход команд в Про12 совпал с объединением некоторых клубов, что сильно сократило число участников турнира. «Виадана», «Гран Парма» и «Колорно» объединили усилия и выставили общую команду — «ГранДукато». «Овермак» и «Ночето» объединились в «Крочати». Оба новых клуба базируются в Парме. В результате всевозможных реформаций в турнире появились два свободных места. Схожая ситуация сложилась и во втором дивизионе. Так, в высшую лигу вышли сразу три клуба: «Кальвизано», «Реджо» и «Сан-Грегорио Катанья». «Гран Парма», «Рома Олимпик» и «Венециа Местре», в свою очередь, покинули элитный дивизион.
Участники Кампьонато ди Эччелленца сезона 2011/12:
| Команда      | Город             |
| ------------ | ----------------- |
| «Виадана»    | Виадана           |
| «Кавальери»  | Прато             |
| «Кальвизано» | Кальвизано        |
| «Крочати»    | Парма             |
| «Л’Акуила»   | Л’Акуила          |
| «Лацио»      | Рим               |
| «Мольяно»    | Мольяно-Венето    |
| «Петрарка»   | Падуя             |
| «Ровиго»     | Ровиго            |
| «Сан-Дона»   | Сан-Дона-ди-Пьяве |
| «Фьямме Оро» | Рим               |
| «Эмилия»     | Реджо-нель-Эмилия |

## Итальянские клубы и Про12
Несмотря на растущий уровень игры и большее медийное освещение регби в Италии, команды полуострова пока не могут играть на равных с клубами других европейских регбийных держав. Это послужило основой проекта присоединения итальянских коллективов к Кельтской лиги — инициаторами предложения выступили бывший тренер итальянцев Джон Кирван и глава Валлийского регбийного союза Дэвид Пикеринг. В марте 2009 года совет Кельтской лиги и Итальянская федерация регби объявили о достижении принципиальной договорённости по поводу участия двух итальянских команд в сезоне 2010/11 Кельтской лиги. Так как лучшие игроки страны отныне играют с ирландскими, шотландскими и валлийскими соперниками, домашний чемпионат Италии близок к статуса полупрофессиональной лиги.
Новые клубы получили два слота Италии в кубке Хейнекен, и, таким образом, чемпионат Италии утратил присутствие в главном клубном соревновании Европы. Тем не менее, четыре итальянских места в Европейском кубке вызова по-прежнему разыгрываются среди команд Кампьонато.

## Формат
В данный момент используется следующая структура ведущих итальянских лиг:
- Кампьонато ди Эччелленца включает 12 лучших клубов страны. Первые четыре по итогам каждого регулярного сезона выходят в плей-офф, где и определяется чемпион. Худшая команда сезона покидает элитную лигу.
- Серия A рассматривается как цельный уровень иерархии, однако включает две группе команд.
  - В первую группу входят 12 команд. Турнир проходит в два круга. Лучшие три команды группы 1 и лучшая команда группы 2 проводят мини-турнир за право играть в Кампьонато ди Эччелленца. Две худшие команды группы 1 борются за выживание с девятой и десятой[источник не указан 4600 дней] командами группы 2 также в рамках игр плей-офф. Худшая команда плей-офф попадает в Серию B, лучшая в следующем сезоне выступает в группе 1, две оставшихся участвуют в матче группы 2.
  - Вторая группа также включает 12 команд. Победитель группы в худшем случае становится участником группы 1, в лучшем — попадает в число участников Кампьонато. Двенадцатая команда напрямую попадает в Серию B.
- Серия B подразделяется на четыре равнозначных по статусу группы, каждая из которых включает 12 команд. Турнир проводится по двухкруговой схеме. Стадия плей-офф определяет две команды, которые проходят во вторую группу Серии A.
- Серия C подразделяется на региональные группы.

Кроме того, проводится чемпионат среди игроков, чей возраст не превышает 19 лет. Молодёжная лига включает 3 дивизиона по 10 клубов в каждом. Команды соревнуются по двухкруговой схеме.

## Прочие факты
Развитие регби в стране привлекло многих зарубежных игроков, часть которых, проработав на Аппенинах три года, затем представляла Италию на международной арене. В 2005 году Итальянский регбийный союз ввёл правило, согласно которому в составе из 22 человек по крайней мере 12 должны иметь итальянское гражданство.
В сезоне 2009/10 клуб «Кальвизано» покинул чемпионат из-за финансовых трудностей, продолжив выступления в Серии А в качестве любительской команды. После этого римские клубы «Капитолина» и «Футура Парк Рома» и получили место «Кальвизано» в еврокубках. Именно эти римские коллективы должны были стать основой команды «Преторианс Рома», претендовавшей на место в Кельтской лиге. Место «Кальвизано» и освободившееся место римлян в ведущей лиге заняли «Л’Акуила» и «Прато».

## Победители
| - 1929: «Амброзиана» - 1930: «Аматори» - 1931: «Аматори» - 1932: «Аматори» - 1933: «Аматори» - 1934: «Аматори» - 1935: «Рома» - 1936: «Аматори» - 1937: «Рома» - 1938: «Аматори» - 1939: «Аматори» - 1940: «Аматори» - 1941: «Аматори» - 1942: «Аматори» - 1943: «Аматори» - 1946: «Аматори» - 1947: «Джиннастика» - 1948: «Рома» - 1949: «Рома» - 1950: «Парма» - 1951: «Ровиго» - 1952: «Ровиго» - 1953: «Ровиго» - 1954: «Ровиго» - 1955: «Парма» - 1956: «Фаэма» - 1957: «Парма» | - 1958: «Фиамме Оро» - 1959: «Фиамме Оро» - 1960: «Фиамме Оро» - 1961: «Фиамме Оро» - 1962: «Ровиго» - 1963: «Ровиго» - 1964: «Ровиго» - 1965: «Партенопе» - 1966: «Партенопе» - 1967: «Л’Акуила» - 1968: «Фиамме Оро» - 1969: «Л’Акуила» - 1970: «Петрарка» - 1971: «Петрарка» - 1972: «Петрарка» - 1973: «Петрарка» - 1974: «Петрарка» - 1975: «Конкордия Брешиа» - 1976: «Сансон» - 1977: «Петрарка» - 1978: «Металкром» - 1979: «Сансон» - 1980: «Петрарка» - 1981: «Маэль» - 1982: «Скаволини» - 1983: «Бенеттон» - 1984: «Петрарка» | - 1985: «Петрарка» - 1986: «Петрарка» - 1987: «Петрарка» - 1988: «Колли Эуганеи» - 1989: «Бенеттон» - 1990: «Каньони Ровиго» - 1991: «Аматори» - 1992: «Бенеттон» - 1993: «Карро Аматори» - 1994: «Л’Акуила» - 1995: «Милан Аматори» - 1996: «Милан Аматори» - 1997: «Бенеттон» - 1998: «Бенеттон» - 1999: «Бенеттон» - 2000: «Рома» - 2001: «Бенеттон» - 2002: «Арикс Виадана» - 2003: «Бенеттон» - 2004: «Бенеттон» - 2005: «Кальвизано» - 2006: «Бенеттон» - 2007: «Бенеттон» - 2008: «Кальвизано» - 2009: «Бенеттон» - 2010: «Бенеттон» - 2011: «Петрарка» | - 2012: «Кальвизано» - 2013: «Мольяно» - 2014: «Кальвизано» - 2015: «Кальвизано» - 2016: «Ровиго Дельта» - 2017: «Кальвизано» - 2018: «Петрарка» - 2019: «Кальвизано» - 2020: — - 2021: «Ровиго Дельта» - 2022: «Петрарка» - 2023: «Ровиго Дельта» - 2024: «Петрарка» |

### Всего титулов
| Клуб                    | Титулов | Победные сезоны                                                                                            |
| ----------------------- | ------- | --- |
| «Аматори», «Амброзиана» | 18      | 1929, 1930, 1931, 1932, 1933, 1934, 1936, 1938, 1939, 1940, 1941, 1942, 1943, 1946, 1991, 1993, 1995, 1996 |
| «Бенеттон», «Фаэма»     | 15      | 1956, 1978, 1983, 1989, 1992, 1997, 1998, 1999, 2001, 2003, 2004, 2006, 2007, 2009, 2010                   |
| «Петрарка»              | 15      | 1970, 1971, 1972, 1973, 1974, 1977, 1980, 1984, 1985, 1986, 1987, 2011, 2018, 2022, 2024                   |
| «Ровиго»                | 14      | 1951, 1952, 1953, 1954, 1962, 1963, 1964, 1976, 1979, 1988, 1990, 2016, 2021, 2023                         |
| «Кальвизано»            | 7       | 2005, 2008, 2012, 2014, 2015, 2017, 2019                                                                   |
| «Рома»                  | 5       | 1935, 1937, 1948, 1949, 2000                                                                               |
| «Фиамме Оро»            | 5       | 1958, 1959, 1960, 1961, 1968                                                                               |
| «Л’Акуила»              | 5       | 1967, 1969, 1981, 1982, 1994                                                                               |
| «Парма»                 | 3       | 1950, 1955, 1957                                                                                           |
| «Партенопе»             | 2       | 1965, 1966                                                                                                 |
| «Виадана»               | 1       | 2002 |
| «Конкордия Брешиа»      | 1       | 1975 |
| «Джиннастика»           | 1       | 1947 |
| «Мольяно»               | 1       | 2013 |

## Финальные матчи
| Сезон   | Чемпион         | Счёт          | Второе место |
| ------- | --------------- | ------------- | ------------ |
| 2001/02 | «Виадана Арикс» | 19:12         | «Кальвизано» |
| 2002/03 | «Бенеттон»      | 34:12         | «Кальвизано» |
| 2003/04 | «Бенеттон»      | 22:10         | «Кальвизано» |
| 2004/05 | «Кальвизано»    | 25:20         | «Бенеттон»   |
| 2005/06 | «Бенеттон»      | 17:12         | «Кальвизано» |
| 2006/07 | «Бенеттон»      | 28:24 (ОТ)    | «Виадана»    |
| 2007/08 | «Кальвизано»    | 20:3          | «Бенеттон»   |
| 2008/09 | «Бенеттон»      | 29:20         | «Виадана»    |
| 2009/10 | «Бенеттон»      | 16:12         | «Виадана»    |
| 2010/11 | «Петрарка»      | 18:14         | «Ровиго»     |
| 2011/12 | «Кальвизано»    | 43:36 (сумм.) | «Кавальери»  |
| 2012/13 | «Мольяно»       | 16:11         | «Кавальери»  |